# Alamagan
Alamagan is een Oceanisch eiland, onderdeel van de regio Micronesië. Staatkundig gezien is het eiland een onderdeel van het Amerikaanse gebiedsdeel Noordelijke Marianen in de Grote Oceaan. Het is een van de toppen van vijftien vulkanische bergen die de eilandengroep de Marianen vormen. Alamagan ligt ten noorden van het eiland Guguan en ten zuiden van het eiland Pagan.
Alamagan heeft een oppervlakte van 11,3 km².

## Flora en fauna
Het enige zoogdier dat er voorkomt is de vleermuis Pteropus mariannus.